# 장궈정 (역도 선수)
장궈정(중국어 간체자: 张国政, 정체자: 張國政, 병음: Zhāng Guózhèng, 한자음: 장국정, 1974년 9월 17일~)은 중화인민공화국의 역도 선수이다. 2004년 하계 올림픽 남자 라이트급에서 금메달을 획득했으며 세계 역도 선수권 대회에서 3회 우승을 차지했다.